# Shahrestān di Bardsir
Lo shahrestān di Bardsir (farsi شهرستان بردسیر) è uno dei 23 shahrestān della provincia di Kerman, il capoluogo è Bardsir. Lo shahrestān è suddiviso in 2 circoscrizioni (bakhsh): 
- Centrale (بخش مرکزی), con le città di Bardsir e Negar.
- Lalehzar (بخش لاله‌زار)